# Aancistroger
Aancistroger is een geslacht van rechtvleugeligen uit de familie Gryllacrididae. De wetenschappelijke naam van dit geslacht is voor het eerst geldig gepubliceerd in 1957 door Bey-Bienko.

## Soorten
Het geslacht Aancistroger omvat de volgende soorten:
- Aancistroger elbenioides Karny, 1926
- Aancistroger primitivus Gorochov, 2005
- Aancistroger similis Gorochov, 2008
- Aancistroger sinicus Bey-Bienko, 1957
- Aancistroger vietus Gorochov, 2004